# Хларево
Хларёво — деревня в Удомельском городском округе Тверской области.

## География
Деревня находится в северной части Тверской области на расстоянии приблизительно 9 км на запад по прямой от железнодорожного вокзала города Удомля в 1,6 км южнее железной дороги Бологое-Рыбинск.

## История
Впервые упоминается в 1476 году. В 1859 году это владение помещицы Крекшиной В. П. Дворов (хозяйств) было 13 (1859 год), 26 (1886), 27 (1991), 40 (1958), 16 (1986), 9 (2000). В советский период истории работали колхозы «Первомайский клич», «3а коммунизм» и совхоз «Прожектор». До 2015 года входила в состав Копачёвского сельского поселения до упразднения последнего. С 2015 года в составе Удомельского городского округа.

## Население
Численность населения: 86 человек (1859 год), 187 (1886), 151 (1991), 130(1958), 19(1986), 12 (2000), 10 (русские 100 %) в 2002 году, 6 в 2010.